# Weseler SV
Der Weseler SV (offiziell: Weseler Spielverein 1910 e. V.) ist ein Sportverein aus Wesel. Die erste Fußballmannschaft spielte zwei Jahre in der höchsten niederrheinischen Amateurliga.

## Geschichte
Der Verein wurde am 15. Oktober 1910 gegründet und fusionierte am 7. März 1919 mit dem SV Borussia Wesel. In den 1920er Jahren spielten die Weseler zumeist in der zweithöchsten Spielklasse. Nach dem Ende des Zweiten Weltkriegs schlossen sich alle Weseler Sportvereine zur Weseler Sportvereinigung zusammen. Im Jahre 1949 wurde die Sportvereinigung wieder in Spielverein umbenannt. Dieser trat zunächst in der Bezirksklasse an, wurde dort im Jahre 1952 Meister und stieg in die Landesliga auf, die seinerzeit höchste Amateurliga am Niederrhein. Nach zwei Jahren ging es für die Weseler wieder hinunter in die Bezirksklasse.
Dort wurde der Spielverein 1958 zunächst Vizemeister hinter dem VfB Rheingold Emmerich, bevor die Weseler ein Jahr später als Meister in die Landesliga zurückkehrten. Diese war allerdings nach Einführung der Verbandsliga Niederrhein nur noch die zweithöchste Amateurliga. Der Spielverein konnte sich nun in der Landesliga etablieren. In der Saison 1960/61 schlug man SuS Kray-Leithe mit 12:1. Zwei Jahre später ging es wieder zurück in die Bezirksklasse, bevor die Weseler in der folgenden Saison 1963/64 in die Kreisklasse durchgereicht wurden. Es folgte der direkte Wiederaufstieg, bevor der Spielverein 1973 in die Landesliga zurückkehrte.
Die Weseler wurden zu einer Fahrstuhlmannschaft. Nach dem direkten Wiederabstieg kam der Spielverein prompt zurück und wurde in der Aufstiegssaison 1975/76 Fünfter. Finanzielle Schwierigkeiten führten im Jahre 1980 zum erneuten Abstieg in die Bezirksliga. Nach vielen Jahren stiegen die Weseler im Jahre 1997 zum fünften Mal in die Landesliga auf und wurden vier Jahre später dort Dritter. Erneut plagten finanzielle Schwierigkeiten den Verein, so dass im Januar 2006 die Mannschaft aus der laufenden Landesligasaison zurückgezogen wurde. Im Jahre 2008 ging es in die Kreisliga B hinunter, bevor der Verein vier Jahre später mit dem Abstieg in die Kreisliga C, die unterste Spielklasse, seinen sportlichen Tiefpunkt erreichte. In der Saison 2016/17 spielt die Mannschaft in der Kreisliga B und musste am Saisonende als abgeschlagener Tabellenletzter absteigen. Erst 2023 gelang der erneute Aufstieg in die Kreisliga B.

## Persönlichkeiten
- Günter Abel
- Kurt Büns
- Volker Danner
- Dieter Danzberg
- Ralf Kessen
- Werner Krämer
- Herbert Laumen
- Klaus Quinkert
- Uwe Scheurer
- Uwe Vengels